# Детковский сельсовет
Детковский сельсовет — упразднённая административно-территориальная единица, существовавшая на территории Московской губернии и Московской области до 1960 года.
Детковский сельсовет был образован в первые годы советской власти. По данным 1919 года он входил в состав Молодинской волости Подольского уезда Московской губернии.
В 1929 году Детковский сельсовет вошёл в состав Лопасненского района Серпуховского округа Московской области.
14 июня 1954 года к Детковскому с/с был присоединён Сандаровский с/с.
15 июля 1954 года Лопасненский район был переименован в Чеховский район.
3 июня 1959 года Чеховский район был упразднён и Детковский с/с отошёл к Подольскому району.
20 августа 1960 года Детковский с/с был упразднён. При этом селения Алачково, Детково, Ивачково, Красные Холмы и Углешня были переданы в Любучанский с/с, а Панино и Сандарово — в Молодинский с/с.